# Пінон фіджійський
Пі́нон фіджійський (Ducula latrans) — вид голубоподібних птахів родини голубових (Columbidae). Ендемік Фіджі.

## Опис

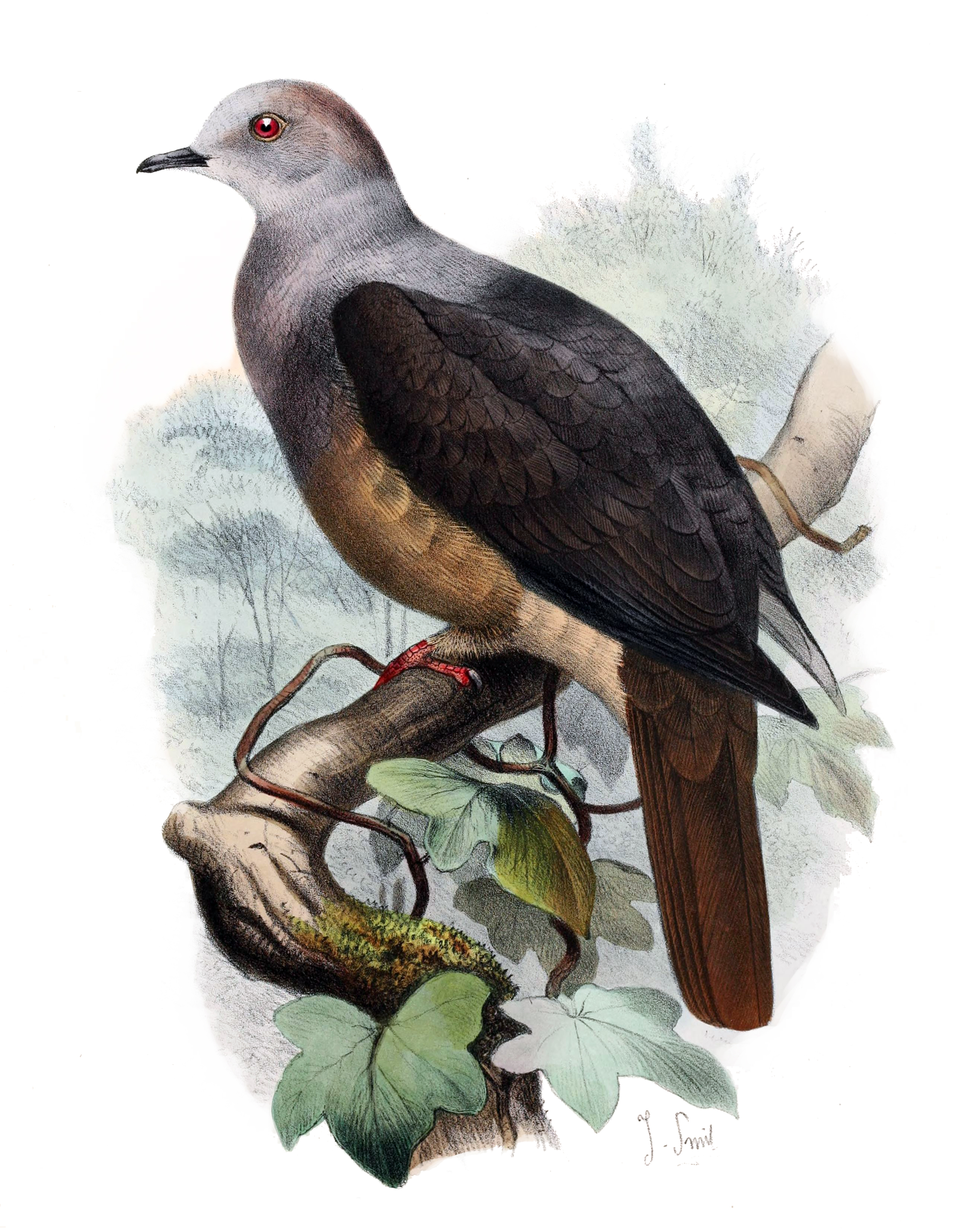
Фіджійський пінон

Довжина птаха становить 42 см, довжина хвоста становить 14,9-15,7 см. довжина дзьоба 19-22 мм. Виду не притаманний статевий диморфізм. Голова і шия темно-попелясто-сірі, тім'я і потилиця міють рожевувато-коричневий відтінок. Верхня частина тіла коричнева. Махові пера чорнуваті, хвіст коричневий. Підборіддя і горло сірувато-охристі, груди тьмяно-охристі. Живіт рожевуватий, гузка темно-коричнева. Райдужки червоні, дзьоб чорний, лапи червоні.

## Поширення і екологія
Фіджійські пінони живуть у вологих рівнинних і гірських тропічних лісах Фіджі. Зустрічаються на висоті до 1000 м над рівнем моря. Живляться плодами.